# Вегер, Беньямин
Беньямин Ве́гер (нем. Benjamin Weger; род. 5 октября 1989, Бриг, Вале) — швейцарский биатлонист.

## Общая информация
Беньямин владеет французским, немецким, английским и итальянским языками. Среди небиатлонных хобби швейцарца числятся горные лыжи, скалолазание, туризм, рыбалка и велоспорт.

## Спортивная карьера
Вегер начал заниматься биатлоном в 2006 году. В этом же году он проводит свои первые старты на международном уровне — в юниорском кубке Европы.
В 2007 году швейцарец дебютирует на юниорском чемпионате мира. За следующие три года он принимает участие в десяти гонках на этом уровне (в том числе в одной эстафете), несколько раз финиширует в числе десяти сильнейших биатлонистов и один раз поднимается на подиум: в спринте на чемпионате мира-2009. Чуть раньше Беньямин финиширует на подиуме на юниорском чемпионате Европы, заняв третье место в спринте в Нове-Место-на-Мораве в 2008 году.
Видя успехи молодого биатлониста, тренерский штаб сборной Швейцарии даёт ему возможность дебютировать в кубке мира, выставив его на несколько гонок на немецких этапах сезона-2008/09 (в том числе дважды — на эстафеты). Единственная индивидуальная гонка прошла не лучшим образом и Вегера отправили обратно на менее значимые соревнования. Через год швейцарец возвращается в сборную, на этот раз показывая более стабильные результаты и заслужив за несколько стартов возможность принять участие в Олимпиаде. За этот отрезок сезона Беньямин несколько раз финиширует в Top20.
В сезоне-2010/11 Вегер закрепляется в составе национальной команде, регулярно участвуя и в личным и в эстафетных гонках. В конце декабря Беньямин впервые финиширует на подиуме в рамках кубка мира, заняв второе место в индивидуальной гонке на этапе в Поклюке. Регулярно финишируя в зачётной группе швейцарец заканчивает сезон в Top40 абсолютного зачёта и первым среди швейцарцев.
Через год результаты продолжают качественно расти — учащаются финиши в Top10, всё чаще Беньямин борется за позиции на подиуме. На чемпионате мира Вегер неудачно падает по ходу масс-старта, из-за чего вынужден досрочно завершить сезон. Даже пропустив финальный этап сезона в Ханты-Мансийске он занимает 18-е место в абсолютном зачёте и 7-е — в зачёте гонок преследования.
17 января 2021 года в этапе Оберхоф, Германия занял 3 место в масс-старте.
Завершил карьеру в сезоне 2021/22.

## Сводная статистика в биатлоне

### Сезоны кубка мира
| Сезон   | ОЗ   | ИГЗ  | СЗ   | ГПЗ  | МСЗ  |
| ------- | ---- | ---- | ---- | ---- | ---- |
| 2009/10 | 58-й |      | 54-й | 58-й |      |
| 2010/11 | 39-й | 22-й | 40-й | 51-й | 46-й |
| 2011/12 | 18-й | 54-й | 15-й | 7-й  | 25-й |
| 2012/13 | 41-й | 48-й | 36-й | 41-й | 44-й |
| 2013/14 | 37-й | 51-й | 39-й | 33-й | 40-й |
| 2014/15 | 17-й | 12-й | 10-й | 24-й | 27-й |

### Лучшие гонки в кубке мира
| Дисциплина           | Место проведения  | Сезон   | Результат |
| -------------------- | ----------------- | ------- | --------- |
| Индивидуальная гонка | Поклюка           | 2010/11 | 2-й       |
| Спринт               | Хохфильцен        | 2011/12 | 3-й       |
| Спринт               | Контиолахти       | 2011/12 | 3-й       |
| Гонка преследования  | Хохфильцен        | 2011/12 | 3-й       |
| Масс-старт           | Разун-Антерсельва | 2011/12 | 11-й      |
| Масс-старт           | Хольменколлен     | 2011/12 | 11-й      |

### Эстафетные гонки за сборную
| Сезон   | Соревнование   | Дисциплина         | Место проведения     | Этап | Стрельба | Результат |
| ------- | -------------- | ------------------ | -------------------- | ---- | -------- | --------- |
| 2008/09 | Кубок мира     | Эстафета           | Оберхоф              | 3-й  | 5+0      | 6-й       |
| 2008/09 | Кубок мира     | Эстафета           | Рупольдинг           | 2-й  | 3+0      | 14-й      |
| 2009/10 | Кубок мира     | Эстафета           | Рупольдинг           | 3-й  | 1+0      | 5-й       |
| 2009/10 | Олимпиада      | Эстафета           | Ванкувер             | 3-й  | 2+0      | 9-й       |
| 2009/10 | Кубок мира     | Смешанная эстафета | Ханты-Мансийск       | 3-й  | 2+0      | 13-й      |
| 2010/11 | Кубок мира     | Эстафета           | Хохфильцен           | 1-й  | 4+2      | 9-й       |
| 2010/11 | Кубок мира     | Эстафета           | Оберхоф              | 3-й  | 3+0      | 10-й      |
| 2010/11 | Кубок мира     | Эстафета           | Разун-Антерсельва    | 3-й  | 2+0      | 10-й      |
| 2010/11 | Чемпионат мира | Эстафета           | Ханты-Мансийск       | 1-й  | 4+0      | 17-й      |
| 2011/12 | Кубок мира     | Эстафета           | Хохфильцен           | 2-й  | 1+0      | 13-й      |
| 2011/12 | Кубок мира     | Эстафета           | Оберхоф              | 2-й  | 5+0      | НФ        |
| 2011/12 | Кубок мира     | Эстафета           | Разун-Антерсельва    | 2-й  | 4+0      | 12-й      |
| 2011/12 | Чемпионат мира | Эстафета           | Рупольдинг           | 2-й  | 2+0      | 7-й       |
| 2011/12 | Чемпионат мира | Смешанная эстафета | Рупольдинг           | 3-й  | 4+0      | 10-й      |
| 2012/13 | Кубок мира     | Смешанная эстафета | Эстерсунд            | 3-й  | 3+2      | 9-й       |
| 2012/13 | Чемпионат мира | Смешанная эстафета | Нове-Место-на-Мораве | 4-й  | 2+0      | 12-й      |
| 2012/13 | Чемпионат мира | Эстафета           | Нове-Место-на-Мораве | 2-й  | 1+0      | 18-й      |
| 2012/13 | Кубок мира     | Эстафета           | Хохфильцен           | 2-й  | 0+0      | 11-й      |
| 2012/13 | Кубок мира     | Эстафета           | Оберхоф              | 2-й  | 1+0      | 15-й      |
| 2012/13 | Кубок мира     | Эстафета           | Рупольдинг           | 2-й  | 3+1      | 17-й      |
| 2012/13 | Кубок мира     | Эстафета           | Разун-Антерсельва    | 2-й  | 3+0      | 5-й       |

### Участие в Олимпийских играх
| Год  | Место проведения | Спринт | Гонка преследования | Индивидуальная гонка | Масс-старт | Эстафета | Смешанная эстафета |
| ---- | ---------------- | ------ | ------------------- | -------------------- | ---------- | -------- | ------------------ |
| 2010 | Ванкувер         | 69     | —                   | 55                   | —          | 9        | N/A                |
| 2014 | Сочи             | 63     | —                   | 48                   | —          | 14       | 11                 |
| 2018 | Пхёнчхан         | 15     | 6                   | 6                    | 27         | 15       | 13                 |
| 2022 | Пекин            | 53     | DNS                 | 19                   | —          | 12       | 8                  |

### Чемпионаты мира
| Год  | Место проведения     | Спринт                                             | Гонка преследования                                | Индивидуальная гонка                               | Масс-старт                                         | Эстафета                                           | Смешанная эстафета | Сингл-микст |
| ---- | -------------------- | -------------------------------------------------- | -------------------------------------------------- | -------------------------------------------------- | -------------------------------------------------- | -------------------------------------------------- | ------------------ | ----------- |
| 2010 | Ханты-Мансийск       | гонки не проводились в связи с Олимпийскими играми | гонки не проводились в связи с Олимпийскими играми | гонки не проводились в связи с Олимпийскими играми | гонки не проводились в связи с Олимпийскими играми | гонки не проводились в связи с Олимпийскими играми | 13                 | N/A         |
| 2011 | Ханты-Мансийск       | 52                                                 | 33                                                 | 34                                                 | —                                                  | 17                                                 | —                  | N/A         |
| 2012 | Рупольдинг           | 36                                                 | 16                                                 | 41                                                 | —                                                  | 7                                                  | 10                 | N/A         |
| 2013 | Нове-Место           | 25                                                 | 35                                                 | 19                                                 | 27                                                 | LAP                                                | 12                 | N/A         |
| 2015 | Контиолахти          | 13                                                 | 33                                                 | 30                                                 | 29                                                 | 7                                                  | 13                 | N/A         |
| 2016 | Осло                 | 51                                                 | DNS                                                | 49                                                 | —                                                  | 10                                                 | 14                 | N/A         |
| 2017 | Хохфильцен           | 55                                                 | 53                                                 | 10                                                 | —                                                  | 16                                                 | 14                 | N/A         |
| 2019 | Эстерсунд            | 10                                                 | 8                                                  | 44                                                 | 18                                                 | 11                                                 | 11                 | —           |
| 2020 | Антхольц-Антерсельва | 51                                                 | 59                                                 | 5                                                  | 25                                                 | —                                                  | 10                 | 5           |
| 2021 | Поклюка              | 62                                                 | —                                                  | 47                                                 |                                                    | 11                                                 | 10                 | 9           |